# Plus (supermercados)
Plus Warenhandelsgesellschaft fue una cadena multinacional de supermercados que formaba parte del grupo de distribución alemán Tengelmann. El primer supermercado se abrió en 1972 en la ciudad de Duisburgo, cerca del río Ruhr, una población cercana a la central del grupo. Su expansión internacional le hizo estar presente en Alemania, Austria, la República Checa, Grecia, Hungría, Polonia, España, Portugal, Bulgaria y Rumanía.
Su sistema de funcionamiento era similar a los de sus competidores Aldi y Lidl, también de origen alemán, basado en la simplificación de los procesos de comprar y de vender, ofreciendo un surtido amplio pero poco profundo, con una gama de precios baja. Siendo considerado como una cadena de tiendas de descuento, Plus era catalogado como el más "soft" dentro de la categoría "discount". Las siglas "PLUS" provienen del alemán "prima leben und sparen" (en castellano "vivir de primera y ahorrar"). Con ellas se resume el objetivo de los fundadores de la cadena: ofrecer productos de calidad a unos precios asequibles.
Todas las sociedades de la cadena Plus fueron vendidas desde el año 2007 hasta el 2010 a diferentes operadores del sector.

## Plus en España
El grupo Plus desarrolló sus actividades en España a través de la sociedad Plus Supermercados, S.A. El primer establecimiento Plus en España abrió en la ciudad de Segovia en noviembre de 1994. El 30 de noviembre de 2007 Plus Supermercados fue adquirida por el grupo Carrefour para reforzar a su entonces filial Supermercados Dia. En el momento de su compra, Plus Supermercados contaba en España con 253 tiendas con las que había alcanzado en el ejercicio fiscal 2005-2006 (de mayo a abril) un volumen de ventas neto de 475 millones de euros. La publicidad de Plus en España se caracterizó por los famosos personajes "chiquiprecios",  "petipreus" en catalán, traducción del original en alemán "kleine Preise", unos personajes animados en forma de precios que "habitaban" en los establecimientos Plus, muy conocidos por su voz chillona.
El último comité de dirección, que desempeñó sus funciones hasta 2008, fue formado por Paul Berg (director general), Rafael Regadera (director de compras), Ruediger Olschewski (director de ventas), Joerg Tiggemann (director de expansión) y Javier Contreras (director financiero).